# 香山進介
香山 進介（かやま しんすけ、1959年5月23日 - ）は、日本の元競泳選手。専門はバタフライ。1976年モントリオールオリンピック・1980年モスクワオリンピック日本代表。200mバタフライ元日本記録保持者。岡山県出身。

## 経歴
尾道高校、法政大学出身。
1976年モントリオールオリンピックでは100mバタフライと200mバタフライに出場し、ともに予選落ちだった。
1978年世界水泳選手権に出場。100mバタフライ・200mバタフライ・400mフリーリレーでは予選落ち、800mフリーリレーでは失格に終わった。三科典由、高橋繁浩、石井英範と組んだ400mメドレーリレー予選では3分54秒38の日本新記録で決勝進出を果たした。
1978年アジア競技大会では100mバタフライ・200mバタフライ・400mメドレーリレーの3冠を達成した。
1980年モスクワオリンピック日本代表選手に選出されたが、ボイコットにより不参加となった。
引退後は島根県で高校教員として働いている。